# Helodon kamtshaticus
Helodon kamtshaticus är en tvåvingeart som först beskrevs av Rubtsov 1940.  Helodon kamtshaticus ingår i släktet Helodon och familjen knott. Inga underarter finns listade i Catalogue of Life.